# عرفان کوانتومی
عرفان کوانتومی مجموعه‌ای از باورها و نگرشهای شبه‌علمی است که مدعی می‌شود برخی جوانب نظریهٔ مکانیک کوانتمی قابل انطباق با برخی مفاهیم عرفانی است.
عرفان کوانتمی با خود هیچگونه جنبه دلالتی و اثباتی حمل نمی‌کند، بلکه صرفاً این مفهوم را بیان می‌کند که مفاهیم موازی متعددی را بین فیزیک کوانتمی و مفاهیم عرفانی ادیان مختلف (به‌ویژه شرقی) و نیوایج می‌توان مشاهده کرد.
عرفان کوانتومی توسط اکثر دانشمندان فیزیک و نیز فلاسفه، شبه علم یا حقه بازی دانسته می شود، و آنرا "سرقت" فیزیک کوانتوم به خاطر تشابه های تصادفیِ زبانی، و نه ارتباط حقیقی مفاهیم دانسته اند.
ماری گل-من(دارنده جایزه نوبل فیزیک) اصطلاح «مزخرفاتِ کوانتمی» را برای اشاره به سوءاستفاده و سوءکاربرد فیزیک کوانتوم در موضوعات دیگر ابداع کرد.

## پیشینه
گفته میشود نخستین کسانی که موازاتی بین مفاهیم کوانتیکی و عرفانی را مطرح کردند اروین شرودینگر، ورنر هایزنبرگ، ولفگانگ پائولی، نیلز بوهر، و یوجین ویگنر بودند.

## خودآگاهیباعث فروریزش تابع موج
در میان مباحث متعددی که در عرفان کوانتمی مطرح می‌شود، نظریهٔ نقش داشتن خودآگاهی (consciousness) در فروریزش تابع موج (به انگلیسی: collapse of the wave function) است. در این نگرش تفسیری از مکانیک کوانتمی، نظارت نظاره‌گر (به انگلیسی: observer) نقش مستقیمی در فروریزش تابع موج دارد.

## مروجان
در میان دیگر صاحب نامانی که در سالهای اخیر اشاره به وجود ارتباطی میان فیزیک کوانتمی و ماهیت ذهن کرده‌اند می‌توان به فرد آلن ولف (به انگلیسی: Fred Alan Wolf)، ویلیام تیلر، جان هگلین، ستوارت همروف، برنارد بارز، آمیت گوسوامی، راسل تارگ، نیک هربرت، جفری شوارتز، مناس کافاتوس، و مسئولین آزمایشگاه تحقیقات مهندسی غیرمتعارف پرینستون در نیوجرزی اشاره کرد.
ادعا گردیده که این دیدگاه با دیدگاه‌های ارائه شده در برخی مکاتب عرفانی فلسفی شرق، همانند هندوگرایی، تائوئیسم، و بودیسم همخوانی دارد. این موضوع یکی از ارکان کتب پرفروش The Dancing Wu Li Masters و نیز The Tao of Physics بوده، و مورد توجه جنبش تفکر نیوایج نیز بوده‌است. در رسانه‌ها نیز می‌توان به فیلم ما چه می‌دانیم؟! (به انگلیسی: !?What the Bleep Do We Know) و راز اشاره کرد.

## مغالطه توسل به فیزیک کوانتوم
استفاده از فیزیک کوانتوم برای اثبات مدعایی که هیچ ارتباطی به فیزیک کوانتوم ندارد. یا استفاده از قوانین عجیب و نامتعارف  فیزیک کوانتوم که مختص جهان زیراتمی و فیزیک ذرات است برای ایجاد شک و تردید در قوانین پذیرفته شده جهان هستی.  دنیای مرموز و عجیب فیزیک کوانتوم تبدیل شده است به دستاویزی مناسب برای علاقمندان به اداعاهای خرافی، ادعاهای عجیب مذهبی و عرفانی، شعور کیهانی، انرژی‌های عجیب و ادعاهای ابطال ناپذیر و یا حتی دلیلی برای رد یا اثبات خدا 
مثال:   
دیپاک:‌ فیزیک کوانتوم ثابت می‌کند که شعور و آگاهی کیهانی وجود دارد.   
سم: ؟  
«سم» چیزی درباره‌ی فیزیک کوانتوم نمی‌داند، بنابراین نمی‌تواند جواب درستی به این ادعا بدهد. اما «دیپاک» هم ابدا درباره شواهدی که قرار است این ادعا را ثابت کند صحبتی نکرد و صرفا یک ادعا کرد.